# Tinderbox
Tinderbox je nástroj, který slouží k automatickému buildování software, jeho správu a testování pro řadu platforem. Tento nástroj je používán hlavně projekty Mozilla, ale též třeba FreeBSD nebo LibreOffice. Tinderbox je napsán v programovacím jazyce Perl. 